# Hofanlage Osterstader Straße 29
Die Hofanlage Osterstader Straße 29 in der niedersächsischen Gemeinde Hagen im Bremischen, Ortsteil Sandstedt, im Landkreis Cuxhaven, stammt vom 17. bis 19. Jahrhundert.
Aktuell (2024) wird sie wohl noch landwirtschaftlich genutzt.
Die Gebäude stehen unter Denkmalschutz (siehe auch Liste der Baudenkmale in Hagen im Bremischen).

## Beschreibung
Die Hofanlage besteht aus:
- dem eingeschossigen traufständigen verputzten massiven Wohn- und Wirtschaftsgebäude, im Kern aus der zweiten Hälfte des 17. Jahrhunderts als Zweiständer-Hallenhaus, mit erhaltenem Innengerüst, mit reetgedecktem Krüppelwalmdach als Niedersachsengiebel mit Uhlenloch sowie der Grooten Door mit Korbbogen, Außenwände um 1830 in Steinmauerwerk erneuert,[2]
- der eingeschossigen giebelständigen Scheune, im Kern von um 1750, in Backstein als Zweiständer-Hallenhaus mit reetgedecktem Krüppelwalmdach mit Uhlenloch, außermittiger Toranlage und Längsdurchfahrt, Wände um 1860 in Backstein erneuert,[3]
- dem eingeschossigen verklinkerten Backhaus vom 19. Jh. mit ziegelgedecktem Satteldach[4]
- sowie weiteren nicht denkmalgeschützten Nebenanlagen.